# Liga Mundial de Voleibol de 2012
A Liga Mundial de Voleibol de 2012 foi a 23ª edição do torneio anual de voleibol masculino promovido pela Federação Internacional de Voleibol (FIVB).
Consistindo de duas fases, as dezesseis equipes participantes disputaram a etapa intercontinental entre 18 de maio e 1 de julho, onde cinco seleções, além do país anfitrião, se classificaram para a fase final em Sófia, na Bulgária, entre 4 e 8 de julho.
A Polônia conquistou o seu primeiro título na competição após vencer os Estados Unidos na decisão por 3 sets a 0. Foi a primeira conquista internacional da equipe europeia desde a medalha de ouro nos Jogos Olímpicos de 1976.

## Qualificatória
Quatro equipes participaram da primeira rodada das qualificatórias para a Liga Mundial. Cada uma das confederações filiadas à FIVB indicou um representante através de torneios qualificatórios ou nomeação direta, definido por cada entidade. Os dois vencedores (China e Canadá) enfrentaram as piores seleções classificadas na Liga Mundial de 2011.
| Seleção         | Confederação   | Qualificação                                  |
| Segunda rodada  | Segunda rodada | Segunda rodada                                |
| --------------- | -------------- | --------------------------------------------- |
| Portugal        | CEV            | 14º colocado na Liga Mundial de 2011[a]       |
| Porto Rico      | NORCECA        | 16º colocado na Liga Mundial de 2011          |
| Primeira rodada |                |                                               |
| Egito           | CAVB           | Indicação                                     |
| China           | AVC            | Vencedor do confronto China– Irã              |
| Canadá          | NORCECA        | Melhor colocado na Copa Pan-Americana de 2011 |
| Eslováquia      | CEV            | Campeão da Liga Europeia de 2011              |

|  |                                    |
|  | Classificados à Liga Mundial 2012. |

- A ^ O Japão finalizou na 15ª colocação, mas possuia vaga automática em 2012 devido a desvantagem de ter realizado todas as suas partidas fora de casa na Liga Mundial de 2011.[3]

Portugal conseguiu se manter na Liga Mundial; já Porto Rico perdeu sua vaga para o Canadá.

## Fórmula de disputa
Devido a realização das qualificatórias para os Jogos Olímpicos de Londres, realizadas nos meses de maio e junho, a Liga Mundial de 2012 sofreu alterações no formato de disputa da fase intercontinental.
As dezesseis equipes participantes foram divididas em quatro grupos de quatro na fase intercontinental, disputada durante os meses de maio a julho. Nesta fase, cada equipe enfrentou todos os seus adversários do grupo em cada país-sede por semana, totalizando quatro semanas de disputa.
Como em 2010, as quatro equipes de cada grupo que finalizaram com o maior número de pontos na fase intercontinental, mais a seleção do país-sede e a melhor equipe entre os segundos colocados, disputaram a fase final. Nesta última fase, as seis equipes foram divididas em dois grupos de três equipes cada, realizando uma partida contra cada adversário do grupo. As duas primeiras colocadas de cada grupo avançaram às semifinais, jogando a primeira contra a segunda colocada do outro grupo, com as vencedoras se enfrentando na final.
As duas equipes com o pior aproveitamento na fase intercontinental precisarão disputar a qualificatória para confirmar a vaga na Liga Mundial de 2013.

## Grupos
| Grupo A                        | Grupo B                               | Grupo C                                          | Grupo D                                    |
| ------------------------------ | ------------------------------------- | ------------------------------------------------ | ------------------------------------------ |
| Rússia · Cuba · Sérvia · Japão | Brasil · Polônia · Finlândia · Canadá | Itália · Estados Unidos · França · Coreia do Sul | Argentina · Bulgária · Alemanha · Portugal |

## Fase intercontinental
- Vitória por 3 sets a 0 ou 3 a 1: 3 pontos para o vencedor;
- Vitória por 3 sets a 2: 2 pontos para o vencedor e 1 ponto para o perdedor.

### Grupo A
|     |        |     | Jogos | Jogos | Jogos | Pontos | Pontos | Pontos | Sets | Sets | Sets  |
| Pos | Equipe | Pts | T     | V     | D     | V      | P      | R      | V    | P    | R     |
| --- | ------ | --- | ----- | ----- | ----- | ------ | ------ | ------ | ---- | ---- | ----- |
| 1   | Cuba   | 28  | 12    | 10    | 2     | 1138   | 1039   | 1.095  | 32   | 16   | 2,000 |
| 2   | Rússia | 20  | 12    | 8     | 4     | 1155   | 1115   | 1.036  | 29   | 23   | 1.261 |
| 3   | Sérvia | 20  | 12    | 6     | 6     | 1120   | 1118   | 1.002  | 27   | 24   | 1.125 |
| 4   | Japão  | 4   | 12    | 0     | 12    | 960    | 1101   | 0.872  | 11   | 36   | 0.306 |

#### Primeira rodada (Hamamatsu)
| Data   |        | Placar |        | 1º Set | 2º Set | 3º Set | 4º Set | 5º Set | Total   |
| ------ | ------ | ------ | ------ | ------ | ------ | ------ | ------ | ------ | ------- |
| 18 mai | Rússia | 3–2    | Sérvia | 25–21  | 25–22  | 19–25  | 20–25  | 15–9   | 104–102 |
| 18 mai | Japão  | 0–3    | Cuba   | 22–25  | 26–28  | 20–25  |        |        | 68–78   |
| 19 mai | Cuba   | 1–3    | Sérvia | 19–25  | 25–20  | 25–27  | 25–27  |        | 94–99   |
| 19 mai | Japão  | 2–3    | Rússia | 25–20  | 23–25  | 16–25  | 25–19  | 12–15  | 101–104 |
| 20 mai | Japão  | 2–3    | Sérvia | 25–22  | 21–25  | 27–25  | 19–25  | 12–15  | 104–112 |
| 20 mai | Cuba   | 3–2    | Rússia | 23–25  | 25–17  | 25–20  | 18–25  | 15–10  | 106–97  |

#### Segunda rodada (Santo Domingo)
| Data   |        | Placar |        | 1º Set | 2º Set | 3º Set | 4º Set | 5º Set | Total |
| ------ | ------ | ------ | ------ | ------ | ------ | ------ | ------ | ------ | ----- |
| 15 jun | Sérvia | 3–1    | Rússia | 25–23  | 20–25  | 25–20  | 25–23  |        | 95–91 |
| 15 jun | Cuba   | 3–1    | Japão  | 25–21  | 25–20  | 22–25  | 25–21  |        | 97–97 |
| 16 jun | Japão  | 0–3    | Rússia | 22–25  | 15–25  | 19–25  |        |        | 56–75 |
| 16 jun | Sérvia | 0–3    | Cuba   | 19–25  | 19–25  | 23–25  |        |        | 61–75 |
| 17 jun | Japão  | 0–3    | Sérvia | 21–25  | 23–25  | 23–25  |        |        | 67–75 |
| 17 jun | Cuba   | 3–1    | Rússia | 26–24  | 21–25  | 25–22  | 25–17  |        | 97–88 |

#### Terceira rodada (Kaliningrado)
| Data   |        | Placar |        | 1º Set | 2º Set | 3º Set | 4º Set | 5º Set | Total   |
| ------ | ------ | ------ | ------ | ------ | ------ | ------ | ------ | ------ | ------- |
| 22 jun | Sérvia | 1–3    | Cuba   | 25–20  | 16–25  | 19–25  | 23–25  |        | 83–95   |
| 22 jun | Rússia | 3–0    | Japão  | 25–18  | 25–22  | 25–22  |        |        | 75–62   |
| 23 jun | Japão  | 1–3    | Cuba   | 25–23  | 17–25  | 20–25  | 21–25  |        | 83–98   |
| 23 jun | Rússia | 3–2    | Sérvia | 25–21  | 21–25  | 23–25  | 25–23  | 15–12  | 109–106 |
| 24 jun | Sérvia | 3–2    | Japão  | 23–25  | 25–19  | 19–25  | 25–19  | 15–10  | 107–98  |
| 24 jun | Cuba   | 3–1    | Rússia | 25–23  | 25–22  | 24–26  | 25–20  |        | 99–91   |

#### Quarta rodada (Novi Sad)
| Data   |        | Placar |        | 1º Set | 2º Set | 3º Set | 4º Set | 5º Set | Total   |
| ------ | ------ | ------ | ------ | ------ | ------ | ------ | ------ | ------ | ------- |
| 28 jun | Japão  | 2–3    | Rússia | 25–20  | 26–24  | 19–25  | 17–25  | 11–15  | 98–109  |
| 28 jun | Sérvia | 2–3    | Cuba   | 26–24  | 16–25  | 25–21  | 24–26  | 13–15  | 104–111 |
| 29 jun | Rússia | 3–1    | Cuba   | 26–28  | 26–24  | 25–17  | 25–23  |        | 102–92  |
| 29 jun | Japão  | 0–3    | Sérvia | 22–25  | 19–25  | 19–25  |        |        | 60–75   |
| 30 jun | Cuba   | 3–1    | Japão  | 25–17  | 25–15  | 21–25  | 25–19  |        | 96–76   |
| 30 jun | Sérvia | 2–3    | Rússia | 18–25  | 25–22  | 25–23  | 22–25  | 11–15  | 101–110 |

### Grupo B
|     |           |     | Jogos | Jogos | Jogos | Pontos | Pontos | Pontos | Sets | Sets | Sets  |
| Pos | Equipe    | Pts | T     | V     | D     | V      | P      | R      | V    | P    | R     |
| --- | --------- | --- | ----- | ----- | ----- | ------ | ------ | ------ | ---- | ---- | ----- |
| 1   | Polônia   | 29  | 12    | 10    | 2     | 1085   | 987    | 1.099  | 33   | 13   | 2.538 |
| 2   | Brasil    | 26  | 12    | 8     | 4     | 1121   | 988    | 1.135  | 31   | 17   | 1.824 |
| 3   | Canadá    | 10  | 12    | 3     | 9     | 955    | 1055   | 0.905  | 15   | 30   | 0.500 |
| 4   | Finlândia | 7   | 12    | 3     | 9     | 899    | 1030   | 0.873  | 12   | 31   | 0.387 |

#### Primeira rodada (Toronto)
| Data   |         | Placar |           | 1º Set | 2º Set | 3º Set | 4º Set | 5º Set | Total   |
| ------ | ------- | ------ | --------- | ------ | ------ | ------ | ------ | ------ | ------- |
| 18 mai | Canadá  | 3–0    | Finlândia | 33–31  | 26–24  | 25–23  |        |        | 84–78   |
| 18 mai | Brasil  | 2–3    | Polônia   | 22–25  | 25–27  | 27–25  | 25–22  | 12–15  | 111–114 |
| 19 mai | Canadá  | 3–2    | Brasil    | 25–23  | 20–25  | 25–20  | 24–26  | 15–10  | 109–104 |
| 19 mai | Polônia | 2–3    | Finlândia | 25–23  | 23–25  | 21–25  | 25–22  | 9–15   | 103–110 |
| 20 mai | Brasil  | 3–1    | Finlândia | 23–25  | 25–13  | 25–22  | 31–29  |        | 104–89  |
| 20 mai | Canadá  | 1–3    | Polônia   | 25–17  | 19–25  | 21–25  | 19–25  |        | 84–92   |

#### Segunda rodada (Katowice)
| Data  |           | Placar |           | 1º Set | 2º Set | 3º Set | 4º Set | 5º Set | Total   |
| ----- | --------- | ------ | --------- | ------ | ------ | ------ | ------ | ------ | ------- |
| 1 jun | Polônia   | 3–0    | Canadá    | 28–26  | 25–18  | 25–20  |        |        | 78–64   |
| 1 jun | Brasil    | 3–0    | Finlândia | 25–13  | 25–14  | 25–14  |        |        | 75–41   |
| 2 jun | Polônia   | 3–0    | Finlândia | 26–24  | 25–18  | 25–18  |        |        | 76–60   |
| 2 jun | Brasil    | 3–1    | Canadá    | 23–25  | 25–18  | 25–23  | 25–15  |        | 98–81   |
| 3 jun | Finlândia | 3–2    | Canadá    | 25–23  | 25–19  | 23–25  | 26–28  | 15–8   | 114–103 |
| 3 jun | Polônia   | 3–2    | Brasil    | 26–24  | 23–25  | 25–23  | 23–25  | 15–10  | 112–107 |

#### Terceira rodada (São Bernardo do Campo)
| Data   |           | Placar |           | 1º Set | 2º Set | 3º Set | 4º Set | 5º Set | Total |
| ------ | --------- | ------ | --------- | ------ | ------ | ------ | ------ | ------ | ----- |
| 8 jun  | Brasil    | 3–0    | Finlândia | 25–21  | 25–22  | 25–9   |        |        | 75–52 |
| 8 jun  | Canadá    | 0–3    | Polônia   | 20–25  | 20–25  | 18–25  |        |        | 58–75 |
| 9 jun  | Brasil    | 3–0    | Canadá    | 25–22  | 25–17  | 25–11  |        |        | 75–50 |
| 9 jun  | Polônia   | 3–1    | Finlândia | 23–25  | 25–17  | 25–19  | 25–13  |        | 98–74 |
| 10 jun | Brasil    | 3–1    | Polônia   | 26–24  | 25–17  | 23–25  | 25–23  |        | 99–89 |
| 10 jun | Finlândia | 3–0    | Canadá    | 25–19  | 25–22  | 26–24  |        |        | 76–65 |

#### Quarta rodada (Tampere)
| Data   |           | Placar |         | 1º Set | 2º Set | 3º Set | 4º Set | 5º Set | Total  |
| ------ | --------- | ------ | ------- | ------ | ------ | ------ | ------ | ------ | ------ |
| 15 jun | Brasil    | 3–2    | Canadá  | 22–25  | 25–19  | 25–14  | 19–25  | 15–9   | 106–92 |
| 15 jun | Finlândia | 0–3    | Polônia | 16–25  | 24–26  | 19–25  |        |        | 59–76  |
| 16 jun | Canadá    | 0–3    | Polônia | 24–26  | 22–25  | 23–25  |        |        | 69–76  |
| 16 jun | Finlândia | 0–3    | Brasil  | 22–25  | 18–25  | 23–25  |        |        | 63–75  |
| 17 jun | Polônia   | 3–1    | Brasil  | 25–22  | 25–23  | 21–25  | 25–22  |        | 96–92  |
| 17 jun | Finlândia | 1–3    | Canadá  | 25–21  | 20–25  | 18–25  | 20–25  |        | 83–96  |

### Grupo C
|     |                |     | Jogos | Jogos | Jogos | Pontos | Pontos | Pontos | Sets | Sets | Sets  |
| Pos | Equipe         | Pts | T     | V     | D     | V      | P      | R      | V    | P    | R     |
| --- | -------------- | --- | ----- | ----- | ----- | ------ | ------ | ------ | ---- | ---- | ----- |
| 1   | Estados Unidos | 26  | 12    | 9     | 3     | 1075   | 1019   | 1.055  | 30   | 16   | 1.875 |
| 2   | França         | 24  | 12    | 9     | 3     | 1115   | 1025   | 1.088  | 29   | 19   | 1.526 |
| 3   | Itália         | 15  | 12    | 5     | 7     | 1131   | 1163   | 0.972  | 23   | 28   | 0.821 |
| 4   | Coreia do Sul  | 7   | 12    | 1     | 11    | 1073   | 1187   | 0.904  | 16   | 35   | 0.457 |

#### Primeira rodada (Florença)
| Data   |                | Placar |                | 1º Set | 2º Set | 3º Set | 4º Set | 5º Set | Total   |
| ------ | -------------- | ------ | -------------- | ------ | ------ | ------ | ------ | ------ | ------- |
| 18 mai | Estados Unidos | 1–3    | França         | 25–17  | 20–25  | 24–26  | 17–25  |        | 86–93   |
| 18 mai | Coreia do Sul  | 2–3    | Itália         | 26–24  | 25–27  | 25–21  | 27–29  | 16–18  | 119–119 |
| 19 mai | Coreia do Sul  | 2–3    | Estados Unidos | 25–20  | 25–18  | 17–25  | 23–25  | 15–17  | 105–105 |
| 19 mai | França         | 1–3    | Itália         | 25–20  | 22–25  | 21–25  | 22–25  |        | 90–95   |
| 20 mai | França         | 3–2    | Coreia do Sul  | 25–18  | 24–26  | 25–20  | 21–25  | 15–11  | 110–100 |
| 20 mai | Estados Unidos | 0–3    | Itália         | 16–25  | 20–25  | 16–25  |        |        | 52–75   |

#### Segunda rodada (Lyon)
| Data   |                | Placar |                | 1º Set | 2º Set | 3º Set | 4º Set | 5º Set | Total   |
| ------ | -------------- | ------ | -------------- | ------ | ------ | ------ | ------ | ------ | ------- |
| 15 jun | França         | 3–1    | Coreia do Sul  | 21–25  | 25–15  | 31–29  | 25–16  |        | 102–85  |
| 15 jun | Itália         | 0–3    | Estados Unidos | 28–30  | 26–28  | 22–25  |        |        | 76–83   |
| 16 jun | Estados Unidos | 3–1    | Coreia do Sul  | 22–25  | 25–23  | 27–25  | 25–16  |        | 99–89   |
| 16 jun | França         | 3–1    | Itália         | 25–17  | 22–25  | 25–23  | 25–20  |        | 97–85   |
| 17 jun | Itália         | 2–3    | Coreia do Sul  | 25–22  | 26–24  | 24–26  | 15–25  | 11–15  | 101–112 |
| 17 jun | França         | 1–3    | Estados Unidos | 25–20  | 22–25  | 19–25  | 21–25  |        | 87–95   |

#### Terceira rodada (Gwangju)
| Data   |               | Placar |                | 1º Set | 2º Set | 3º Set | 4º Set | 5º Set | Total   |
| ------ | ------------- | ------ | -------------- | ------ | ------ | ------ | ------ | ------ | ------- |
| 22 jun | Coreia do Sul | 1–3    | França         | 21–25  | 25–23  | 16–25  | 15–25  |        | 77–98   |
| 22 jun | Itália        | 1–3    | Estados Unidos | 25–22  | 21–25  | 27–29  | 16–25  |        | 89–101  |
| 23 jun | Coreia do Sul | 2–3    | Itália         | 15–25  | 22–25  | 25–21  | 25–22  | 13–15  | 100–108 |
| 23 jun | França        | 0–3    | Estados Unidos | 21–25  | 21–25  | 20–25  |        |        | 62–75   |
| 24 jun | Coreia do Sul | 0–3    | Estados Unidos | 20–25  | 18–25  | 18–25  |        |        | 56–75   |
| 24 jun | França        | 3–0    | Itália         | 26–24  | 25–15  | 25–22  |        |        | 76–61   |

#### Quarta rodada (Dallas)
| Data   |                | Placar |               | 1º Set | 2º Set | 3º Set | 4º Set | 5º Set | Total   |
| ------ | -------------- | ------ | ------------- | ------ | ------ | ------ | ------ | ------ | ------- |
| 29 jun | França         | 3–2    | Itália        | 29–31  | 25–23  | 25–18  | 21–25  | 15–12  | 115–109 |
| 29 jun | Estados Unidos | 3–0    | Coreia do Sul | 32–30  | 26–24  | 25–22  |        |        | 83–76   |
| 30 jun | Itália         | 3–2    | Coreia do Sul | 25–16  | 20–25  | 25–21  | 27–29  | 15–12  | 112–103 |
| 30 jun | Estados Unidos | 2–3    | França        | 20–25  | 25–22  | 25–23  | 23–25  | 13–15  | 106–110 |
| 1 jul  | França         | 3–0    | Coreia do Sul | 25–19  | 25–15  | 25–17  |        |        | 75–51   |
| 1 jul  | Estados Unidos | 3–2    | Itália        | 26–28  | 25–20  | 24–26  | 25–17  | 15–10  | 115–101 |

### Grupo D
|     |           |     | Jogos | Jogos | Jogos | Pontos | Pontos | Pontos | Sets | Sets | Sets  |
| Pos | Equipe    | Pts | T     | V     | D     | V      | P      | R      | V    | P    | R     |
| --- | --------- | --- | ----- | ----- | ----- | ------ | ------ | ------ | ---- | ---- | ----- |
| 1   | Alemanha  | 30  | 12    | 10    | 2     | 1037   | 880    | 1.178  | 33   | 10   | 3.300 |
| 2   | Bulgária  | 22  | 12    | 8     | 4     | 1088   | 1053   | 1.033  | 28   | 21   | 1.333 |
| 3   | Argentina | 19  | 12    | 6     | 6     | 973    | 994    | 0.979  | 22   | 23   | 0.957 |
| 4   | Portugal  | 1   | 12    | 0     | 12    | 862    | 1033   | 0.834  | 7    | 36   | 0.194 |

#### Primeira rodada (Frankfurt)
| Data   |           | Placar |           | 1º Set | 2º Set | 3º Set | 4º Set | 5º Set | Total |
| ------ | --------- | ------ | --------- | ------ | ------ | ------ | ------ | ------ | ----- |
| 25 mai | Bulgária  | 0–3    | Argentina | 16–25  | 18–25  | 21–25  |        |        | 55–75 |
| 25 mai | Portugal  | 0–3    | Alemanha  | 23–25  | 15–25  | 18–25  |        |        | 56–75 |
| 26 mai | Portugal  | 0–3    | Bulgária  | 22–25  | 16–25  | 12–25  |        |        | 50–75 |
| 26 mai | Alemanha  | 3–0    | Argentina | 25–18  | 25–17  | 26–24  |        |        | 76–59 |
| 27 mai | Argentina | 3–0    | Portugal  | 28–26  | 25–20  | 25–21  |        |        | 78–67 |
| 27 mai | Alemanha  | 1–3    | Bulgária  | 22–25  | 21–25  | 25–19  | 23–25  |        | 91–94 |

#### Segunda rodada (Buenos Aires)
| Data   |           | Placar |          | 1º Set | 2º Set | 3º Set | 4º Set | 5º Set | Total  |
| ------ | --------- | ------ | -------- | ------ | ------ | ------ | ------ | ------ | ------ |
| 15 jun | Portugal  | 1–3    | Alemanha | 17–25  | 20–25  | 25–23  | 19–25  |        | 81–98  |
| 15 jun | Argentina | 3–1    | Bulgária | 25–22  | 24–26  | 25–21  | 25–17  |        | 99–86  |
| 16 jun | Portugal  | 1–3    | Bulgária | 19–25  | 12–25  | 25–18  | 20–25  |        | 76–93  |
| 16 jun | Argentina | 0–3    | Alemanha | 19–25  | 23–25  | 23–25  |        |        | 65–75  |
| 17 jun | Alemanha  | 2–3    | Bulgária | 19–25  | 25–14  | 25–19  | 23–25  | 14–16  | 106–99 |
| 17 jun | Argentina | 3–1    | Portugal | 23–25  | 25–21  | 25–19  | 25–23  |        | 98–88  |

#### Terceira rodada (Guimarães)
| Data   |           | Placar |           | 1º Set | 2º Set | 3º Set | 4º Set | 5º Set | Total  |
| ------ | --------- | ------ | --------- | ------ | ------ | ------ | ------ | ------ | ------ |
| 22 jun | Bulgária  | 3–2    | Argentina | 22–25  | 25–11  | 26–24  | 17–25  | 15–11  | 105–96 |
| 22 jun | Portugal  | 0–3    | Alemanha  | 18–25  | 15–25  | 21–25  |        |        | 54–75  |
| 23 jun | Argentina | 0–3    | Alemanha  | 20–25  | 19–25  | 18–25  |        |        | 57–75  |
| 23 jun | Portugal  | 0–3    | Bulgária  | 22–25  | 23–25  | 22–25  |        |        | 67–75  |
| 24 jun | Alemanha  | 3–1    | Bulgária  | 25–20  | 28–26  | 22–25  | 25–22  |        | 100–93 |
| 24 jun | Argentina | 3–1    | Portugal  | 25–18  | 18–25  | 26–24  | 25–21  |        | 94–88  |

#### Quarta rodada (Sófia)
| Data   |           | Placar |           | 1º Set | 2º Set | 3º Set | 4º Set | 5º Set | Total   |
| ------ | --------- | ------ | --------- | ------ | ------ | ------ | ------ | ------ | ------- |
| 29 jun | Argentina | 0–3    | Alemanha  | 16–25  | 21–25  | 21–25  |        |        | 58–75   |
| 29 jun | Bulgária  | 3–1    | Portugal  | 21–25  | 25–18  | 25–20  | 25–21  |        | 96–84   |
| 30 jun | Portugal  | 0–3    | Alemanha  | 19–25  | 18–25  | 20–25  |        |        | 57–75   |
| 30 jun | Argentina | 2–3    | Bulgária  | 19–25  | 25–21  | 26–24  | 11–25  | 12–15  | 93–110  |
| 1 jul  | Portugal  | 2–3    | Argentina | 14–25  | 25–17  | 21–25  | 25–19  | 9–15   | 94–101  |
| 1 jul  | Alemanha  | 3–2    | Bulgária  | 25–16  | 24–26  | 25–23  | 25–27  | 17–15  | 116–107 |

## Fase final
A fase final da Liga Mundial de 2012 será disputada em Sófia, na Bulgária, entre os dias 4 e 8 de julho. Os campeões de cada grupo da fase intercontinental (4), o país-sede da fase final (Bulgária) e o melhor segundo colocado entre todos os grupos formarão as seis equipes que disputam essa fase.

### Países classificados
| País           | Classificação           |
| -------------- | ----------------------- |
| Bulgária       | País-sede da fase final |
| Cuba           | Campeão do Grupo A      |
| Polônia        | Campeão do Grupo B      |
| Estados Unidos | Campeão do Grupo C      |
| Alemanha       | Campeão do Grupo D      |
| Brasil         | Melhor 2º colocado      |

### Grupo E
|     |                |     | Jogos | Jogos | Jogos | Pontos | Pontos | Pontos | Sets | Sets | Sets  |
| Pos | Equipe         | Pts | T     | V     | D     | V      | P      | R      | V    | P    | R     |
| --- | -------------- | --- | ----- | ----- | ----- | ------ | ------ | ------ | ---- | ---- | ----- |
| 1   | Estados Unidos | 4   | 2     | 1     | 1     | 180    | 161    | 1.118  | 5    | 3    | 1.667 |
| 2   | Bulgária       | 3   | 2     | 1     | 1     | 159    | 168    | 0.946  | 3    | 4    | 0.750 |
| 3   | Alemanha       | 2   | 2     | 1     | 1     | 200    | 210    | 0.952  | 4    | 5    | 0.800 |

| Data  |                | Placar |                | 1º Set | 2º Set | 3º Set | 4º Set | 5º Set | Total   |
| ----- | -------------- | ------ | -------------- | ------ | ------ | ------ | ------ | ------ | ------- |
| 4 jul | Bulgária       | 3–1    | Alemanha       | 26–28  | 25–19  | 29–27  | 25–19  |        | 105–93  |
| 5 jul | Alemanha       | 3–2    | Estados Unidos | 20–25  | 25–21  | 21–25  | 25–20  | 16–14  | 107–105 |
| 6 jul | Estados Unidos | 3–0    | Bulgária       | 25–21  | 25–16  | 25–17  |        |        | 75–54   |

### Grupo F
|     |         |     | Jogos | Jogos | Jogos | Pontos | Pontos | Pontos | Sets | Sets | Sets  |
| Pos | Equipe  | Pts | T     | V     | D     | V      | P      | R      | V    | P    | R     |
| --- | ------- | --- | ----- | ----- | ----- | ------ | ------ | ------ | ---- | ---- | ----- |
| 1   | Polônia | 5   | 2     | 2     | 0     | 186    | 166    | 1.120  | 6    | 2    | 3,000 |
| 2   | Cuba    | 3   | 2     | 1     | 1     | 142    | 140    | 1.014  | 3    | 3    | 1,000 |
| 3   | Brasil  | 1   | 2     | 0     | 2     | 165    | 187    | 0.882  | 2    | 6    | 0.333 |

| Data  |         | Placar |         | 1º Set | 2º Set | 3º Set | 4º Set | 5º Set | Total   |
| ----- | ------- | ------ | ------- | ------ | ------ | ------ | ------ | ------ | ------- |
| 4 jul | Cuba    | 3–0    | Brasil  | 25–19  | 26–24  | 25–22  |        |        | 76–65   |
| 5 jul | Brasil  | 2–3    | Polônia | 25–23  | 23–25  | 25–23  | 17–25  | 10–15  | 100–111 |
| 6 jul | Polônia | 3–0    | Cuba    | 25–23  | 25–20  | 25–23  |        |        | 75–66   |

### Final four
|  | Semifinais     | Semifinais     |   |            | Final          | Final |  |
|  |                |                |   |            |                |       |  |
|  | 7 de julho     |                |   |            |                |       |  |
|  | Polônia        | 3              |   |            |                |       |  |
|  | Bulgária       | 0              |   |            |                |       |  |
|  |                |                |   |            |                |       |  |
|  |                |                |   |            | 8 de julho     |       |  |
|  |                |                |   |            | Polônia        | 3     |  |
|  |                | Estados Unidos | 0 |            |                |       |  |
|  |                |                |   |            |                |       |  |
|  |                |                |   |            |                |       |  |
|  |                |                |   |            | Terceiro lugar |       |  |
|  | 7 de julho     | 7 de julho     |   | 8 de julho | 8 de julho     |       |  |
|  | Estados Unidos | 3              |   | Bulgária   | 2              |       |  |
|  | Cuba           | 0              |   |            | Cuba           | 3     |  |

Semifinais
| Data  |                | Placar |          | 1º Set | 2º Set | 3º Set | 4º Set | 5º Set | Total |
| ----- | -------------- | ------ | -------- | ------ | ------ | ------ | ------ | ------ | ----- |
| 7 jul | Estados Unidos | 3–0    | Cuba     | 25–23  | 25–22  | 25–23  |        |        | 75–68 |
| 7 jul | Polônia        | 3–0    | Bulgária | 25–23  | 25–20  | 25–18  |        |        | 75–61 |

Terceiro lugar
| Data  |      | Placar |          | 1º Set | 2º Set | 3º Set | 4º Set | 5º Set | Total   |
| ----- | ---- | ------ | -------- | ------ | ------ | ------ | ------ | ------ | ------- |
| 8 jul | Cuba | 3–2    | Bulgária | 25–18  | 19–25  | 23–25  | 25–23  | 15–12  | 107–103 |

Final
| Data  |         | Placar |                | 1º Set | 2º Set | 3º Set | 4º Set | 5º Set | Total |
| ----- | ------- | ------ | -------------- | ------ | ------ | ------ | ------ | ------ | ----- |
| 8 jul | Polônia | 3–0    | Estados Unidos | 25–17  | 26–24  | 25–20  |        |        | 76–61 |

## Classificação final
| Campeão | Vice-campeão | Terceiro lugar |
| PolôniaPiotr Novakowski · Michał Winiarski · Grzegorz Kosok · Paweł Zagumny · Bartosz Kurek · Jakub Jarosz · Zbigniew Bartman · Michał Kubiak · Michał Ruciak · Łukasz Żygadło · Krzysztof Ignaczak · Marcin MożdżonekWojciech Ferens · Bartosz Krzysiek · Łukasz Wiśniewski · Fabian Drzyzga · Paweł Woicki · Paweł Zatorski · Grzegorz Łomacz · Mateusz Mika · Wojciech Żaliński · Andrzej Wrona · Karol Kłos · Damian Wojtaszek · Dawid Konarski | Estados UnidosMatthew Anderson · Sean Rooney · David Lee · Rich Lambourne · Paul Lotman · Donald Suxho · Reid Priddy · Brian Thornton · Russell Holmes · Clay Stanley · David Smith · David McKienzieEvan Patak · Ryan Millar · Riley Salmon · Kevin Hansen · Gabe Gardner · Jayson Jablonsky · Maxwell Holt · Scott Touzinsky · Robert Tarr · Taylor Sander · Jeffrey Menzel · Kawika Shoji · Jonathan Winder | CubaWilfredo León · Lian Sem Estrada · Gustavo Leyva · Keibir Gutiérrez · Rolando Cepeda · Danger Quintana · Lázaro Raydel Fundora · Henry Bell · David Fiel · Yordan Bisset · Isbel Mesa · Yoandri DíazYassel Perdomo · Leandro Macías · Osmany Camejo · Yonder García · Dariel Albó · Osmani Uriarte · Fernando Hernández · Inover Romero · Raydel Hierrezuelo · Denny de Jesus Hernández · Livan Osoria · Nelson Loyola · Alfonso Lamadrid |

| 4  | Bulgária      |
| 5  | Alemanha      |
| 6  | Brasil        |
| 7  | França        |
| 8  | Rússia        |
| 9  | Sérvia        |
| 10 | Argentina     |
| 11 | Itália        |
| 12 | Canadá        |
| 13 | Finlândia     |
| 14 | Coreia do Sul |
| 15 | Japão         |
| 16 | Portugal      |

|  | Disputou as Qualificatórias para a Liga Mundial de 2013 |

## Prêmios individuais
| MVP (Most Valuable Player) | Bartosz Kurek      | Polônia        |
| Maior pontuador            | Todor Aleksiev     | Bulgária       |
| Melhor atacante            | Zbigniew Bartman   | Polônia        |
| Melhor bloqueador          | Marcin Możdżonek   | Polônia        |
| Melhor sacador             | Clay Stanley       | Estados Unidos |
| Melhor receptor            | Todor Aleksiev     | Bulgária       |
| Melhor levantador          | Georgi Bratoev     | Bulgária       |
| Melhor líbero              | Krzysztof Ignaczak | Polônia        |